# Pierre Brunet
Pierre Brunet (París; 28 de junio de 1902-27 de julio de 1991) fue un patinador artístico sobre hielo francés, ganador de cuatro medallas de oro en el Campeonato Mundial de Patinaje Artístico sobre Hielo en la modalidad de parejas junto a Andrée Joly, entre los años 1926 y 1932.
Brunet y Joly se casaron en 1929. En 1940, a causa de la Segunda Guerra Mundial, emigraron a Estados Unidos donde trabajaron de entrenadores. Algunos de sus estudiantes fueron Carol Heiss y Scott Hamilton.

## Referencias

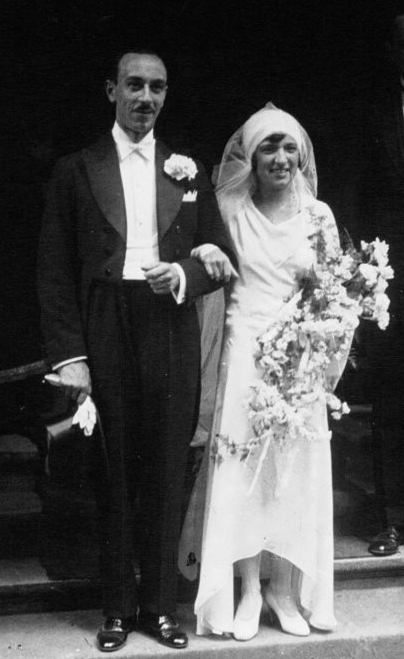
Pierre Brunet en su boda con Andrée Joly, 1929